# Gregory H. Johnson
Gregory Harold „Box“ Johnson (* 12. Mai 1962 in South Ruislip, Middlesex, Großbritannien) ist ein ehemaliger amerikanischer Astronaut. Er darf nicht mit seinem Kollegen Gregory Carl Johnson verwechselt werden.

## Ausbildung
Er besuchte die Park Hills High School in Fairborn, Ohio bis 1980. Danach machte er 1984 seinen Bachelor in Raumfahrttechnik an der US-Luftwaffenakademie. 1985 machte er seinen Master of Science an der Columbia University in Flugmechanik. Einen MBA erhielt er 2005 an der University of Texas.

## Militärische Ausbildung
Johnson ging im Mai 1984 zur United States Air Force Academy und wurde im Mai 1986 Pilot der Luftwaffe an der Reese Air Force Base in Texas. Er wurde Fluglehrer auf der Northrop T-38, bis er 1989 auf die McDonnell Douglas F-15  wechselte. Nach der Ausbildung auf der F-15E ging Johnson zur 335th Fighter Squadron in der Seymour Johnson Air Force Base in  North Carolina. Im Dezember 1990 wurde Johnsen im Rahmen der Operation Desert Storm in Al Kharj, Saudi-Arabien eingesetzt und flog 34 Kampfeinsätze im Zweiten Golfkrieg. Zwei Jahre später, im Dezember 1992 ging er erneut für drei Monate nach Saudi-Arabien, um zusätzliche 27 Kampfeinsätze bei der Operation Southern Watch zu fliegen.
1993 wurde er als US-Luftwaffen-Testpilot ausgewählt und ging an die Edwards Air Force Base in Kalifornien, welche er im Dezember 1994 mit Erfolg verließ. Nach der erfolgreichen Ausbildung zum Testpiloten wurde er zur 445. Flight Test Squadron versetzt und testete dort verschiedene Luftfahrzeugmuster, unter anderem F-15C/D, NF-15B sowie T-38A/B. Im August 1997 ging er an das Air Command and Staff College auf der Maxwell Air Force Base in Alabama.
Johnson hat mehr als 4.000 Flugstunden auf mehr als 40 Luftfahrzeugen geflogen.

## Astronautentätigkeit
Johnson wurde im Juni 1998 für die 17. Astronautengruppe der NASA ausgewählt. Von 1998 bis 2000 absolvierte er seine Grundausbildung. Danach wurde er technischer Assistent des Direktors des Flight Crew Operations Directorate (FCOD). Im Rahmen dieser Tätigkeit arbeitete er am Shuttle Avionics Cockpit Upgrade, der Neugestaltung der Cockpitdisplays für zukünftige Space Shuttle Missionen mit. 2001 wechselte er zur Space-Shuttle-Abteilung und unterstützte die Besatzungen der Missionen STS-100 und STS-108. Außerdem arbeitete er bei der Untersuchung des Columbia-Absturzes mit und war der Astronautenvertreter beim Test der Auswirkungen der Schaumstoffbrocken auf die Flügelkante.
Johnsons erster Raumflug fand im März 2008 statt. Er war Pilot der Mission STS-123, die das Logistikmodul ELM-PS, welches Teil des japanischen Kibō-Moduls ist, und die kanadische Roboterhand zur Internationalen Raumstation brachte.

Am 11. August 2009 wurde Johnson für die Shuttle-Mission STS-134 nominiert. Der Start zu dieser letzten Mission der Raumfähre Endeavour fand am 16. Mai 2011 statt, die Landung am 1. Juni.
Im August 2013 verließ Johnson die NASA.

## Privates
Johnson ist verheiratet und hat drei Kinder.